# Mănăstirea Sfântul Apostol Ioan Teologul din Crișceatec
Mănăstirea „Sfântul Apostol Ioan Teologul” din Crișceatec este o mănăstire ortodoxă de călugări, aflată sub jurisdicția Eparhiei Cernăuți-Bucovina a Bisericii Ortodoxe Ucrainene (Patriarhia Moscovei), situată în nordul Bucovinei, pe teritoriul actualei Ucraine.

## Localizare
Mănăstirea este amplasată pe un platou înalt pe malul drept al Nistrului (la 200 m deasupra nivelului apei), într-un punct de hotar între regiunile Cernăuți și Ternopil. De pe „stânca mănăstirii” se deschide o panoramă spectaculoasă asupra orașului Zalișciîkî și a Canionului Nistrului.

## Istoric

### Secolul al XVII-lea
Schitul de la Crișceatec a fost întemeiat în secolul al XVII-lea de călugări ortodocși refugiați de la Schitul Maneava din cauza persecuțiilor. Aceștia s-au stabilit lângă un izvor tămăduitor care izvora din stâncă, deasupra râului Nistru, în Principatul Moldovei, locuind în peșteri săpate manual.
Într-o noapte, de sărbătoarea Sfântului Apostol Ioan, au fost martorii unei lumini misterioase deasupra izvorului. Considerând aceasta o revelație divină, au ridicat o cruce în cinstea sfântului. A fost construită o capelă cu clopotniță, iar locul a fost numit în cinstea apostolului.
Din cauza unor neînțelegeri cu Episcopia Rădăuților, schitul a fost închis temporar.

### Secolele XVIII–XIX
Schitul a fost reactivat în prima jumătate a secolului al XVIII-lea.
În anii 1760, negustorul sârb Teodor Preda a construit o biserică de zid dedicată Sfântului Ioan Teologul. Se spune că a ridicat biserica în locul unei noi apariții luminoase.
Prin sprijinul domnului Grigore Callimachi (1761–1764, 1767–1769), mănăstirea a primit în folosință oficială mai multe terenuri, iar în jurul ei a început să se formeze așezarea Crișceatec.
După anexarea Bucovinei de nord de către Monarhia Habsburgică, a început secularizarea bunurilor bisericești. În 1786, schitul a fost închis, iar biserica a devenit parohială. Izvorul a continuat să fie venerat de localnici.
În jurul anului 1882, un copil pe nume Alexandru Totoescu a fost vindecat în mod miraculos după ce a ascultat un acatist și s-a scufundat în izvor. Mai târziu a devenit preot și a donat o carte liturgică cu dedicație relatând această minune.

### Secolul al XX-lea
În Primul Război Mondial au fost deteriorate mai multe clădiri ale mănăstirii, iar arhiva a fost distrusă aproape în întregime.
După război, Bucovina s-a unit cu România. Sinodul Bisericii Ortodoxe Române a aprobat redeschiderea mănăstirii în 1931, în urma unor renovări. 
În anii 1940, regiunea a fost ocupată de Uniunea Sovietică, fiind înființată regiunea Cernăuți în cadrul RSS Ucrainene. Regimul sovietic a lansat o campanie de persecutare a clerului. În 1960 călugării au fost mutați la Lavra Poceaev, iar în 1962 mănăstirea a fost închisă. Clădirile au fost transformate în bază de odihnă, iar izvorul a fost folosit pentru alimentarea unei fabrici de apă minerală.

### Renașterea post-sovietică
Renașterea mănăstirii a început la sfârșitul anilor 1980, după aniversarea a 1000 de ani de la Creștinarea Rusiei Kievene.
La 27 august 1989, autoritățile regionale au returnat terenurile și clădirile către Eparhia Cernăuți-Bucovina. Pe 7 august 1991, Sfântul Sinod al Bisericii Ortodoxe Ucrainene (Patriarhia Moscovei) a decis reînființarea mănăstirii, numindu-l stareț pe arhimandritul Vladimir Moroz.
Între 1992 și 2014, starețul mănăstirii a fost arhimandritul Euseviu Dudca.
La 16 septembrie 2014, Euseviu a fost numit episcop de Hotin, iar noul stareț a devenit arhimandritul Serafim Dudca.
La 9 decembrie 2020, noul stareț a devenit arhimandritul Cucșa Kulcik.

## Ansamblul monahal
În prezent, ansamblul mănăstirii include:
- Capela deasupra izvorului (sec. al XVII-lea, reconstruită în sec. al XX-lea);
- Biserica „Sfântului Ioan Teologul” (1768);
- Catedrala „Buna Vestire” (1998), cu biserica „Nașterae Sf. Ioan Botezătorul”;
- Capela Cuviosului Kukșa al Odesei (1996);
- Vechiul corp monahal (1957);
- Clădirea trapezei cu biserica trapezei (1999–2001);
- Trei corpuri de chilii (1992–1996);
- Corpul economic.

Mănăstirea administrează 10 hectare de teren și deține o gospodărie agricolă proprie.

## Hramuri
- Sfântul Apostol și Evanghelist Ioan Teologul — 21 mai și 9 octombrie;
- Buna Vestire — 7 aprilie;
- Nașterea Sfântului Ioan Botezătorul — 7 iulie.

În fiecare an, pe 5 iulie, este organizat un pelerinaj de 45 km de la Cernăuți la Crișceatec.

## Personalități legate de mănăstire
- Kukșa al Odesei – cuvios. A viețuit între 1957 și 1960. A fost considerat sfânt încă din timpul vieții. A comparat Crișceatecul cu Muntele Athos:

„Aici sunt acasă, aici e Athosul meu! Jos, grădinile înfloresc ca măslinii de pe Athos. Aici e Athosul!”
- Mefodii Menzac – episcop, viețuitor între 1933 și 1945.
- Nikodim Rusnak – episcop, viețuitor între 1938 și 1955, stareț în perioada 1950–1955.
- Antonii Vakarîk – episcop, viețuitor între 1942 și 1956, econom al mănăstirii.
- Mefodii Petrovții – episcop, retras în 1998, a locuit la mănăstire.
- Vladimir Moroz – episcop, stareț în perioada 1991–1992.
- Euseviu Dudca – episcop, stareț în perioada 1992–2014.

## Galerie

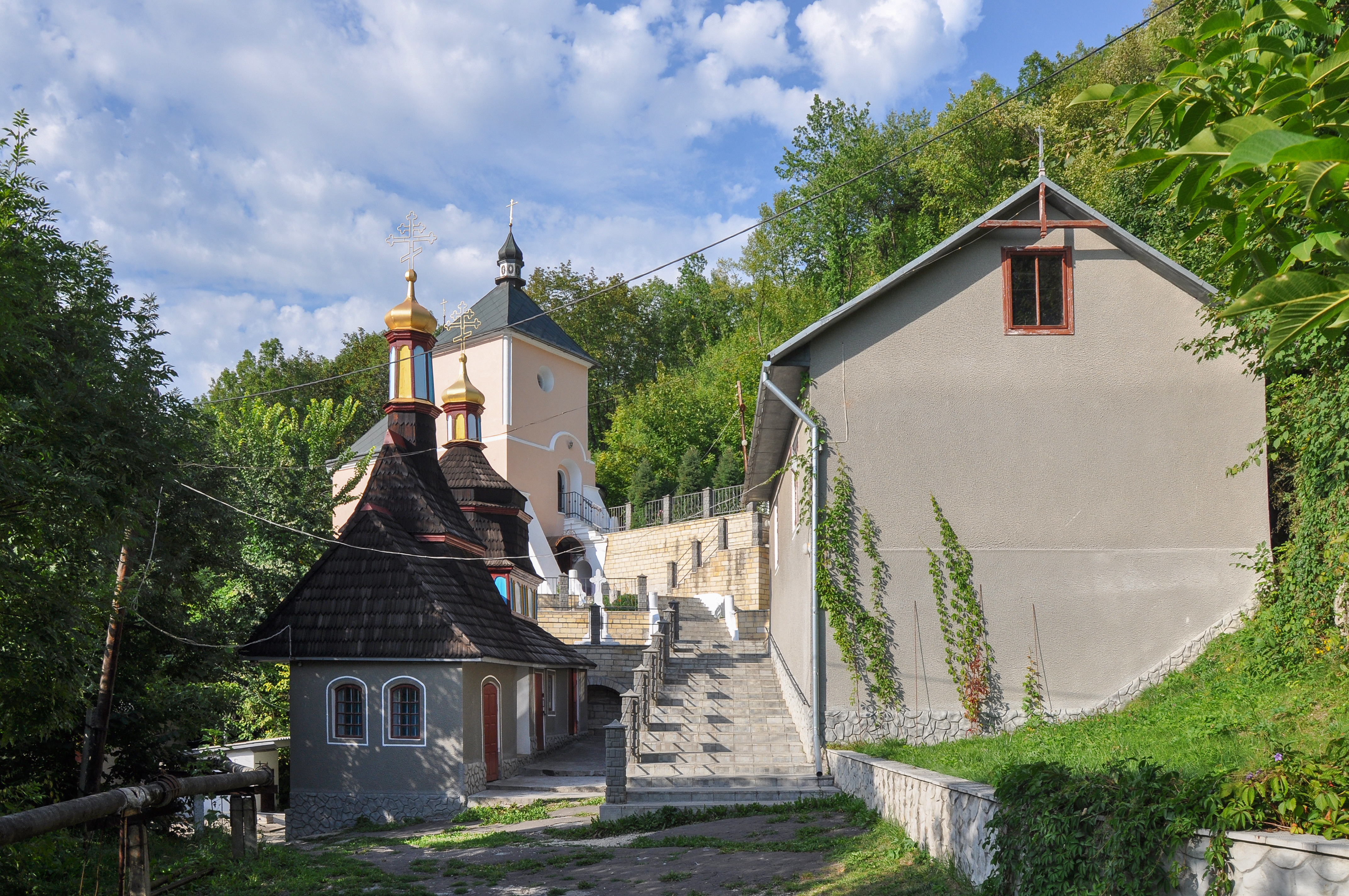
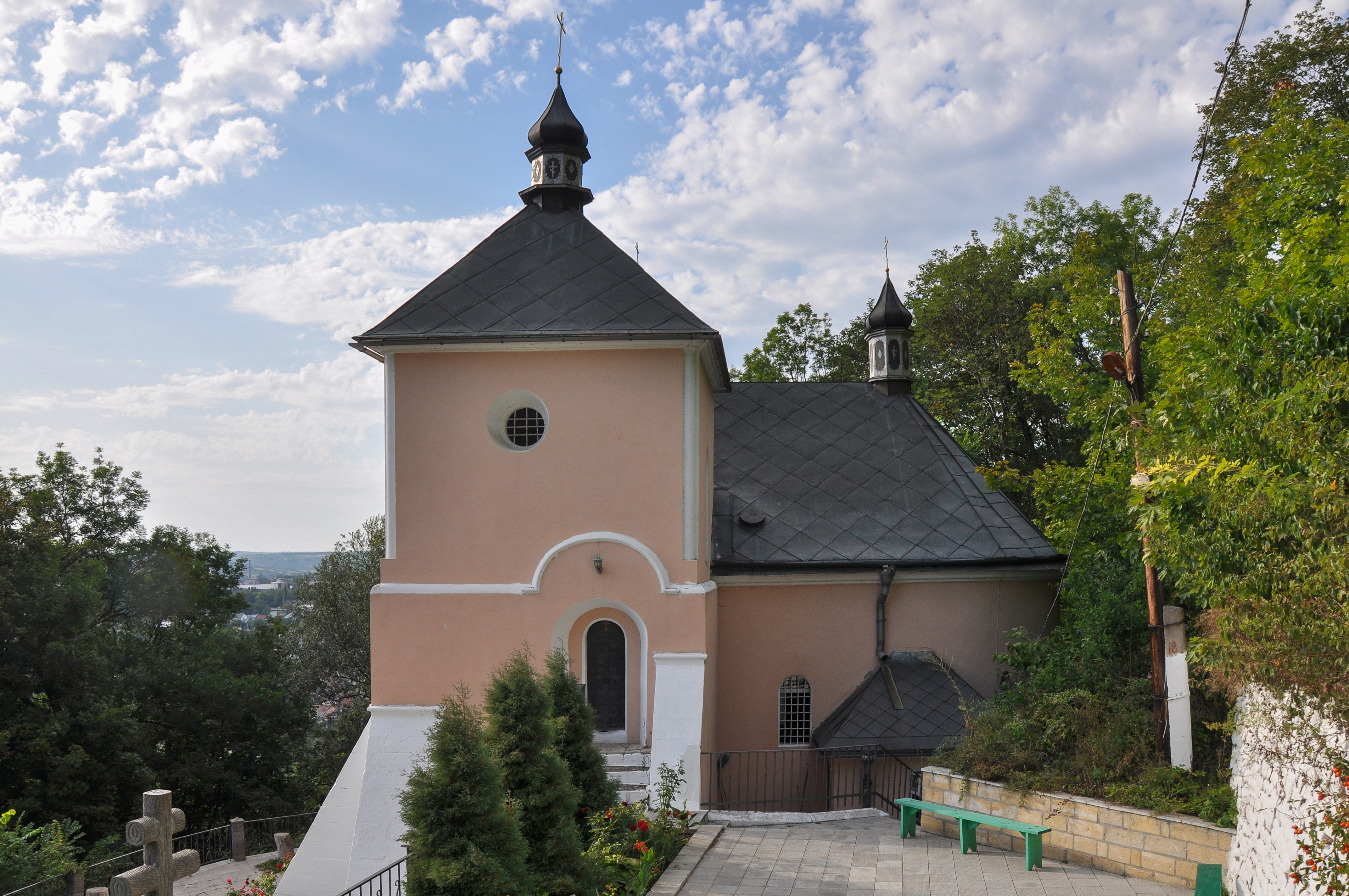